# Chauntea
Chauntea è una divinità immaginaria appartenente all'ambientazione Forgotten Realms per il gioco di ruolo fantasy Dungeons & Dragons. È una divinità maggiore del pantheon faerûniano.
Il suo simbolo è rappresentato da una rosa che sboccia in un campo di grano alla luce del sole.
È conosciuta con il nome di Bhalla nella regione del Rashemen.
Chauntea è la divinità patrona di tutto ciò che cresce, in particolar modo le cose seminate dagli uomini. Viene venerata in particolare dai contadini, dai giardinieri e da tutti coloro che lavorano la terra. I suoi sacerdoti sono chierici e druidi.
È alleata con le altre divinità della natura e della vita e si oppone con vigore a quelle della distruzione, in particolar modo agli Dei della Furia (Auril, Malar, Talos e Umberlee).
È una delle divinità più antiche, nata ai tempi dei primi scontri tra la Dea della Luce Selûne e la Dea dell'Oscurità Shar.